# Région de Gozo
Pour les articles homonymes, voir Gozo.
La région de Gozo (en maltais : Reġjun ta' Għawdex, en anglais : Gozo Region), parfois appelée Gozitania, est une subdivision administrative de Malte, dont le siège est Rabat (Victoria).

## Géographie
La région comprend les îles de Gozo et Comino, ainsi que plusieurs îlots comme Cominotto.

## Conseils locaux
La région de Gozo regroupe quatorze conseil locaux : Fontana, Għajnsielem, Għarb, Għasri, Kerċem, Munxar, Nadur, Qala, Rabat, San Lawrenz, Ta' Sannat, Xagħra, Xewkija et Iż-Żebbuġ.

## Politique
La région est administrée par un comité régional de quatorze membres.